# Festival Sign'ô
 (août 2021).
Le Festival Sign'ô est un festival artistique en langue des signes organisé depuis 2007 à Toulouse, tous les deux ans en juin auparavant, en septembre ces dernières années, pendant un week-end. Plusieurs domaines artistiques sont représentés : pièces de théâtre, les stands et les spectacles à la rue.

## Histoire
En 2007, "Action culturelle tous en signe" fêtait ses dix ans d'existence et créa le festival Sign'ô.

### Représentation de spectacle
Le festival offre des spectacles en langue des signes : one-man-show, du théâtre de rue, un opéra, des duos dansés, des clips, des pièces de théâtre présentées par des enfants, de la compétition de court-métrage, etc.

## Fréquentation et exposition médiatique
| Année                             | 2007 | 2008 | 2010  | 2012  | 2014 |
| --------------------------------- | ---- | ---- | ----- | ----- | ---- |
| Nombreux de Festivaliers par jour | 650  | 850  | 1 500 | 1 100 | 1250 |